# Csibor bácsi csomagol
A Csibor bácsi csomagol a Vízipók-csodapók című rajzfilmsorozat első évadának tizenharmadik epizódja. A forgatókönyvet Kertész György írta.

## Cselekmény
Vízipók fázik és egyedül érzi magát, mert mostanában mindenki visszavonultan él. Csibor bácsi hívja fel a figyelmét a közelgő téllel járó veszélyekre. Vízipók rádöbben, hogy költöznie kell.

## Alkotók
- Rendezte: Szabó Szabolcs, Szombati Szabó Csaba
- Írta: Kertész György
- Dramaturg: Bálint Ágnes
- Zenéjét szerezte: Pethő Zsolt
- Operatőr: Barta Irén, Polyák Sándor
- Hangmérnök: Bársony Péter
- Vágó: Czipauer János
- Rajzolták: Balajthy László, Haui József, Hegyi Füstös László, Hernádi Oszkár
- Színes technika: Kun Irén
- Gyártásvezető: Doroghy Judit, Vécsy Veronika

Készítette a Magyar Televízió megbízásából a Pannónia Filmstúdió és a Kecskeméti Filmstúdió

## Szereplők
- Vízipók: Pathó István
- Szürke hangya: Csala Zsuzsa
- Narancssárga hangya: Mányai Zsuzsa
- Rózsaszín vízicsiga: Géczy Dorottya
- Rózsaszín vízibolha: Czigány Judit
- Nagy béka fiú: Tahi Tóth László
- Nagy béka apuka: Szoó György
- Csibor bácsi: Képessy József